# X3 (鉄道車両)
X3はストックホルム中央駅とアーランダ国際空港を結ぶ空港連絡列車アーランダエクスプレスに使用されている電車編成である。アルストムによって、4両7編成が1998年から1999年にかけてイギリスのバーミンガムで製造された。
X3はアルストムが製造する中距離、都市間用の鉄道車両、コラディアシリーズの一種で、最高速度は200km/hである。グレーに塗装が施され、編成両端は黄色に塗装されている。車両は標準軌が採用されており、電気方式はスウェーデン国内の鉄道網で採用されている交流15kv16⅔Hz、動力伝達方式はスウェーデン標準のWNドライブである。ストックホルム中央駅とアーランダ国際空港では専用のプラットホームが使用されており、車両の低床化を行うことなく、段差を無くし移動をスムーズにするためスウェーデンの他の駅より高いプラットホームが使用されている。